# Schabezunge

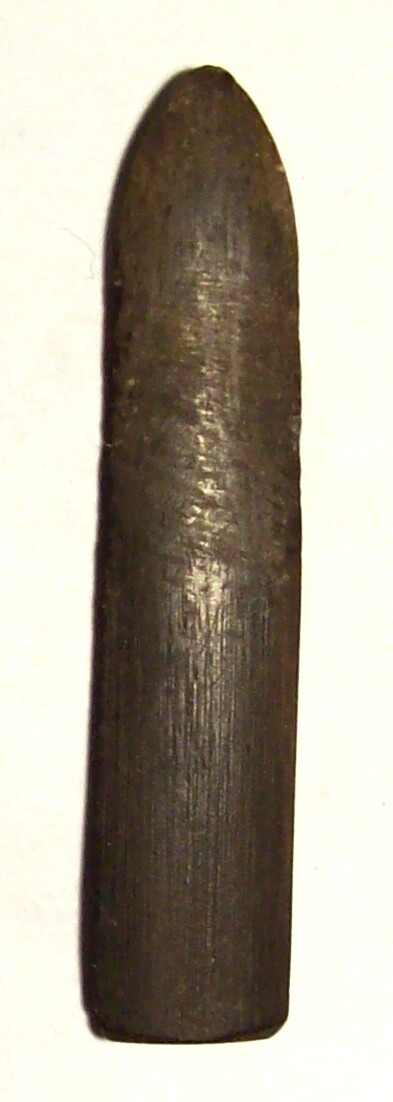
Schabezunge, Länge etwa 4 cm

Eine Schabezunge ist ein Werkzeug zum Anfertigen von Oboenrohren. Während des Vorgangs des Schabens wird die Zunge zwischen die beiden Rohrblätter eingeführt, um dem Schabemesser einen Widerstand zu bieten. Schabezungen werden aus Stahl, harten Hölzern (Grenadill oder Ebenholz) oder Kunststoffen gefertigt.

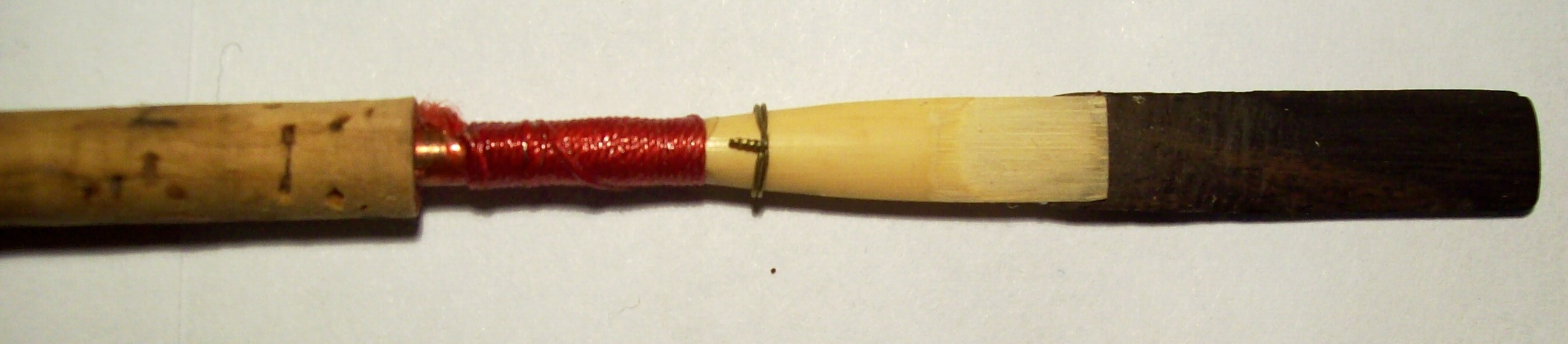
Schabezunge im Oboenrohr